# Root (Lucerna)
Root es una comuna suiza del cantón de Lucerna, situada en el distrito de Lucerna. Limita al norte y al este con las comunas de Inwil, Gisikon y Risch-Rotkreuz (ZG), al este con Meierskappel, al sur con Udligenswil y Dierikon, y al oeste con Buchrain.

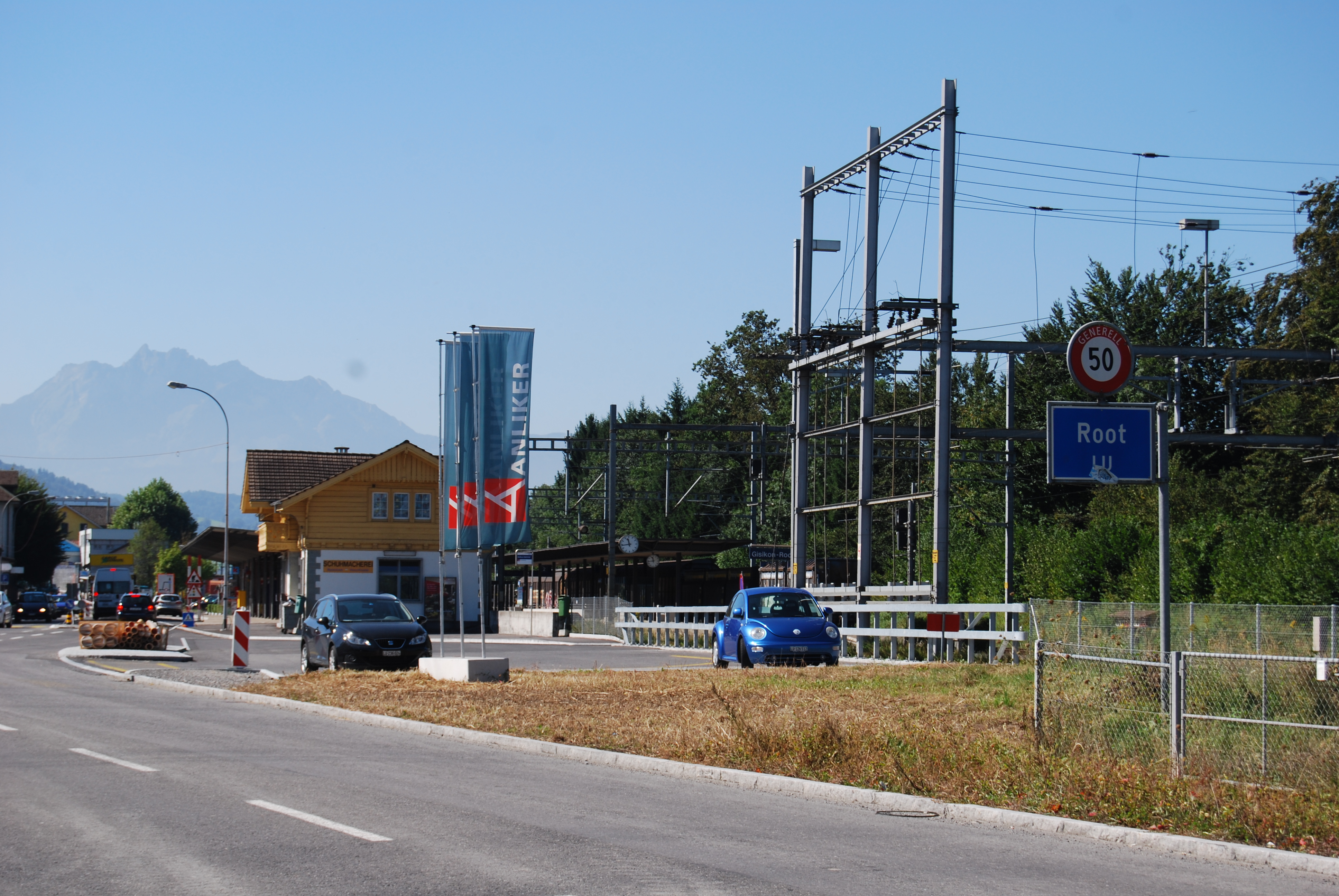
Root

## Transportes
Ferrocarril
Dentro de la comuna existen dos estaciones ferroviarias, Gisikon-Root, que es la más cercana al centro urbano, y Root D4, situada en el barrio de Längenbold.